# Toldoanus marginellus
Toldoanus marginellus är en insektsart som beskrevs av Henry Fairfield Osborn 1923. Toldoanus marginellus ingår i släktet Toldoanus och familjen dvärgstritar. Inga underarter finns listade i Catalogue of Life.